# Jean Bellec
 (mai 2013).
Pour les articles homonymes, voir Bellec.
Jean Charles Bellec, né le 21 mai 1920 à Paris et décédé le 9 décembre 2002 à Grasse, est un officier français de la Seconde Guerre mondiale, compagnon de la Libération.
Il est le parrain de la première promotion de l'École militaire des aspirants de Coëtquidan, la Promotion Général Bellec (2021 - 2022).

## Biographie

### Pendant la Seconde Guerre mondiale
Jean Bellec, fils d'un ingénieur géomètre, termine ses études secondaires au collège Saint-Yves de Quimper lorsque la Bretagne va être envahie par les Allemands en juin 1940. Il souhaite rejoindre Londres, encouragé par sa mère, alors que son père, capitaine de réserve, a été porté disparu sur le front. Un prêtre ami le conduit à Douarnenez où il s'embarque pour l'île de Sein, repart de cette dernière le 19 juin à bord de l'Ar Zenith, premier navire à rejoindre l'Angleterre après l'appel du général de Gaulle, et arrive à Plymouth. Il s'engage à Londres dans les Forces françaises libres.
Il prend part à la bataille de Dakar en septembre puis au débarquement au Cameroun en octobre. Après avoir suivi de janvier à juin 1941 la formation d'aspirant au camp Colonna d'Ornano de Brazzaville, il est affecté au bataillon du Pacifique (BP) du commandant Félix Broche, suit un entraînement de cinq mois à Tel-Aviv puis participe à la campagne de Libye. Il multiplie les exploits à la bataille de Bir-Hakeim en effectuant des coups de main dans les lignes ennemies, qui lui permettent de rapporter des renseignements importants. Il s'illustre en faisant passer à travers les lignes adverses un convoi d'eau et de munitions. Il est blessé le 8 juin. Dans la nuit de l'évacuation, chargé de faire passer un important convoi de repli, il saute sur des mines et est de nouveau blessé mais réussit sa mission, ce qui lui vaudra le surnom de d'intrépide navigateur du désert.
Jean Bellec, nommé sous-lieutenant le 25 juin 1942, prend part ensuite à tous les combats du bataillon d'infanterie de la marine et du Pacifique (BIMP). Le 15 mai 1944, il est blessé une troisième fois, à Girofano en Italie. Le lieutenant Bellec débarque le 16 août 1944 en Provence avec la 1re division française libre et se distingue dans les Vosges et en Alsace. Il est blessé une quatrième fois dans les Alpes-du-Sud à la bataille du massif de l'Authion, le 10 avril 1945.

### Après la guerre
Jean Bellec reste dans l'armée. Il sert en AEF, en Indochine (4 citations) et à Madagascar. En 1957, il est chef de bataillon en Algérie.
En 1959, promu lieutenant-colonel, il est chef de corps du régiment de marche du Tchad puis commandant militaire de la Guyane. Nommé colonel, il est adjoint du commandant de la VIIe région militaire puis du gouverneur militaire de Paris.
Le général de brigade Jean Bellec quitte le service actif en 1973. Il meurt à Grasse à l'âge de 82 ans.

## Décorations
- Grand officier de la Légion d'honneur
- Compagnon de la Libération par décret du 9 septembre 1942[4]
- Grand-croix de l'ordre national du Mérite
- Croix de guerre 1939–1945 (5 citations)
- Croix de guerre des Théâtres d'opérations extérieurs (4 citations)
- Croix de la Valeur militaire (2 citations)
- Médaille de la Résistance française par décret du 11 mars 1947[5]
- Insigne des blessés militaires
- Médaille coloniale avec agrafes Libye, Bir-Hakeim, AFL et Tunisie
- Médaille commémorative de la campagne d'Indochine
- Médaille commémorative des opérations de sécurité et de maintien de l'ordre avec agrafe Algérie
- Commandeur de l'Étoile noire
- Chevalier du Nichan Iftikhar

## Témoignages
- Jean Bellec, témoignage recueilli par Fred Moore, "Souvenirs épars, 1940-1942 : ceux qui se sont engagés à 20 ans dans les FFL se souviennent", Espoir, no 71, juin 1990

## Sources
- Biographie sur le site de l'ordre de la Libération, avec photographie : https://www.ordredelaliberation.fr/fr/compagnons/jean-charles-bellec
- François Broche, Le bataillon des guitaristes, Fayard, 1971